# Orthosia firma
Orthosia firma là một loài bướm đêm trong họ Noctuidae.